# Frank Gehry

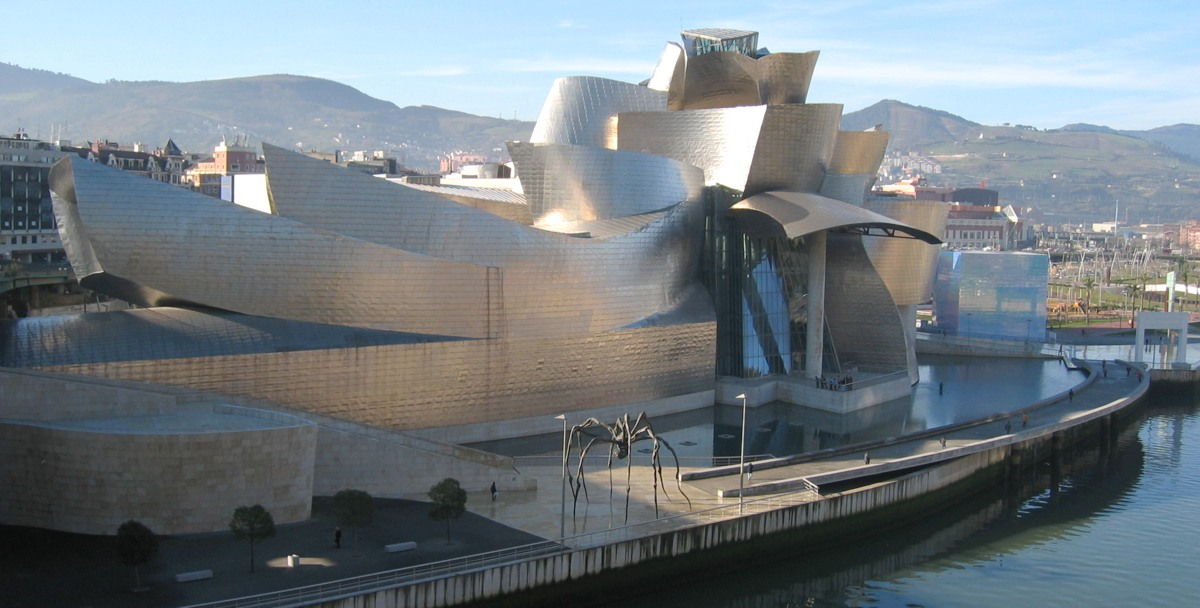
Guggenheimmuseet, Bilbao, Spanien.

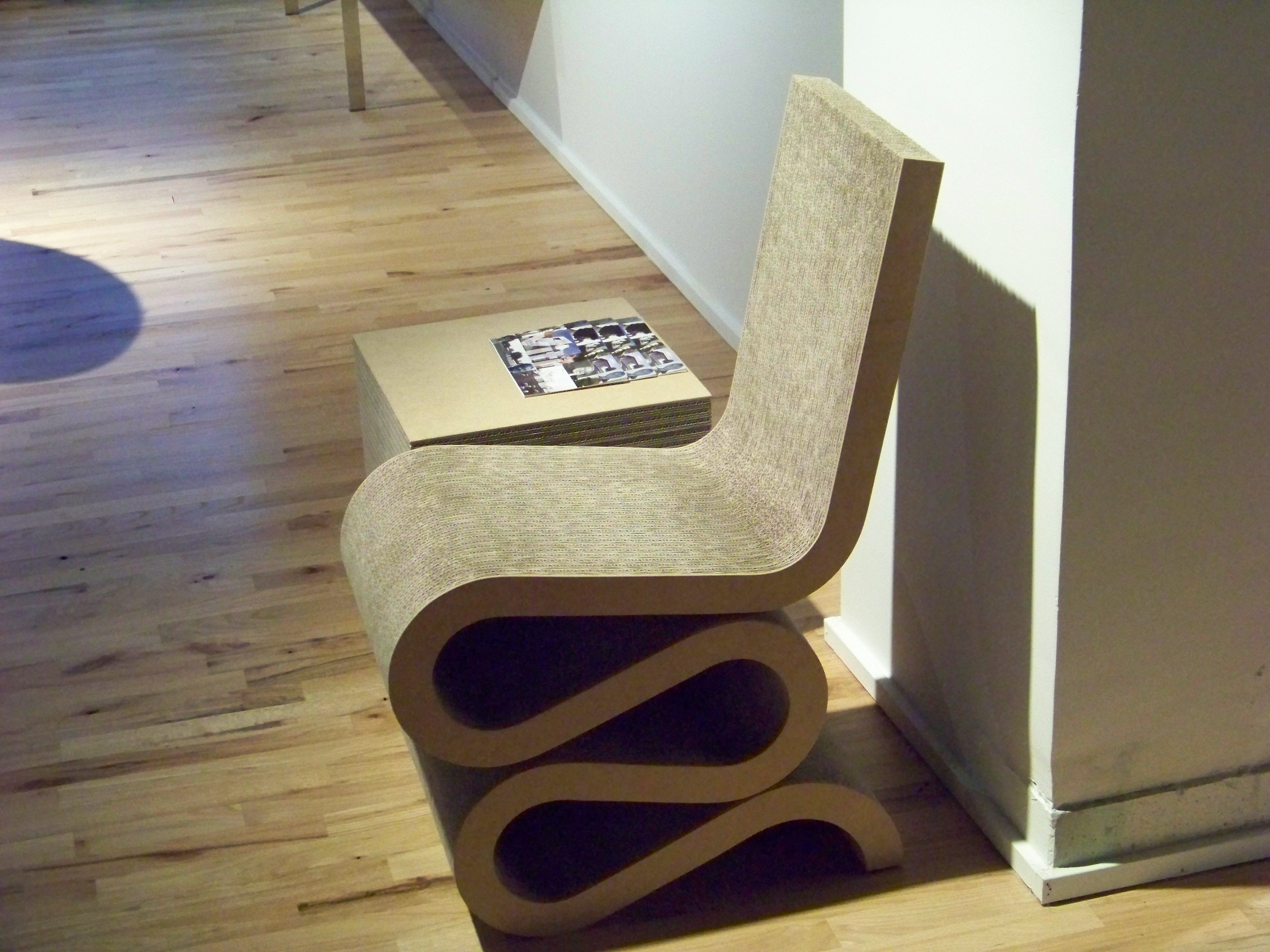
Wiggle Side Chair i korrugerad wellpapp.

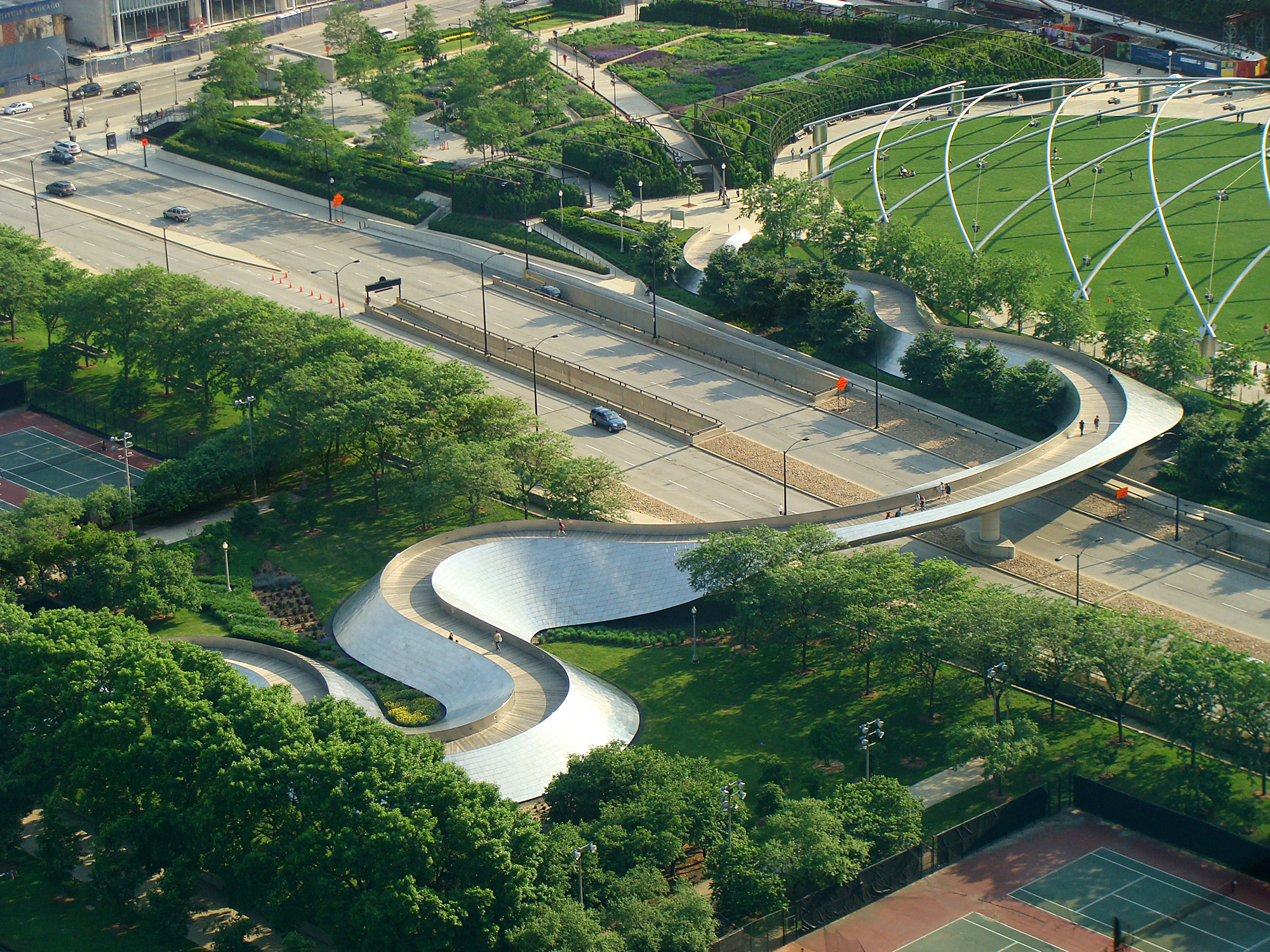
Gångbro i Millennium Park i Chicago.

Frank Owen Gehry, ursprungligen Goldberg, född 28 februari 1929 i Toronto i Kanada, är en kanadensisk-amerikansk arkitekt. 

## Biografi
Frank Gehry, som är bosatt i USA sedan 1947, grundade 1962 Frank O. Gehry and Associates, sedan 1979 Gehry & Krueger Inc.. Han arbetar sedan slutet av 1970-talet i en dekonstruktiv stil. Som självständig arkitekt började Frank Gehry i liten skala med "låga material" som hönsnät, plywood och korrugerad plåt. Hans eget bostadshus tjänade under flera år som experimentverkstad för olika kompositionsövningar; upphittade objekt fick genom collageteknik bilda funktionsanpassade skulpturer. Detta sätt att närma sig arkitektur kan, på många sätt, sägas vara typiskt för den amerikanska västkusten på 1970-talet. 
Frank Gehry övergick så småningom till att kombinera klassiska teman med massiva dekonstruktiva volymer. Resultatet ger en söndersprängd, nedsmält eller snedvriden verkan. På senare tid har Gehry fått allt större och mer internationella uppdrag med museet i Bilbao som det mest omtalade exemplet. Dessa projekt, ofta mycket storskaliga, utmärks snarare av betong och stål. Han fokuserar mycket på hur människor rör sig genom byggnaden och dess kulturella omgivning.
Som möbelformgivare har Frank Gehry anammat en liknande filosofi; med en förkärlek för material som ansetts olämpliga för designade ting har han ritat flera serier med billiga stolar och fåtöljer i återvunna material, korrugerad kartong och metallstänger. 
Frank Gehry erhöll Pritzkerpriset 1989.

## Verk i urval
- Fondation Louis Vuitton i Paris, 2014
- Marqués de Riscal Hotel i Elciego, Spanien, 2006
- Stata Center, Massachusetts Institute of Technology, 2004
- Museet Experience Music Project, Seattle, Washington, USA, 2000
- Kontorshuset Gehry Tower, Hannover, Tyskland, 1999–2001
- Universitetsbyggnad på University of Cincinnati, Cincinnati, USA, 1993
- Det dansande huset, Prag-Nové Mesto, Tjeckien, 1993–94
- Ishockeystadium (Mighty Ducks), Anaheim, Kalifornien, USA, 1993–95
- Children's Museum, Boston, USA, 1991
- Museo Guggenheim Bilbao, Bilbao, Spanien, 1991–97
- Kulturcentret The American Center, Paris, Frankrike, 1990–94
- Walt Disney Concert Hall, Anaheim, Kalifornien, USA, 1989-96
- Disney Village (tidigare Festival Disney), Disneyland Paris, Marne-la-Vallée, Frankrike, 1988–92
- California Aerospace Museum, Los Angeles, Kalifornien, USA, 1982–84
- Konstnärsateljé, Indiana Avenue Houses, Venice, Kalifornien, USA, 1981
- Frank Gehrys bostad, Santa Monica, Kalifornien, USA, 1977–79
- Privatbostad/konstnärsateljé, Danziger Studio-Residence, Hollywood, USA, 1964

## Fotogalleri

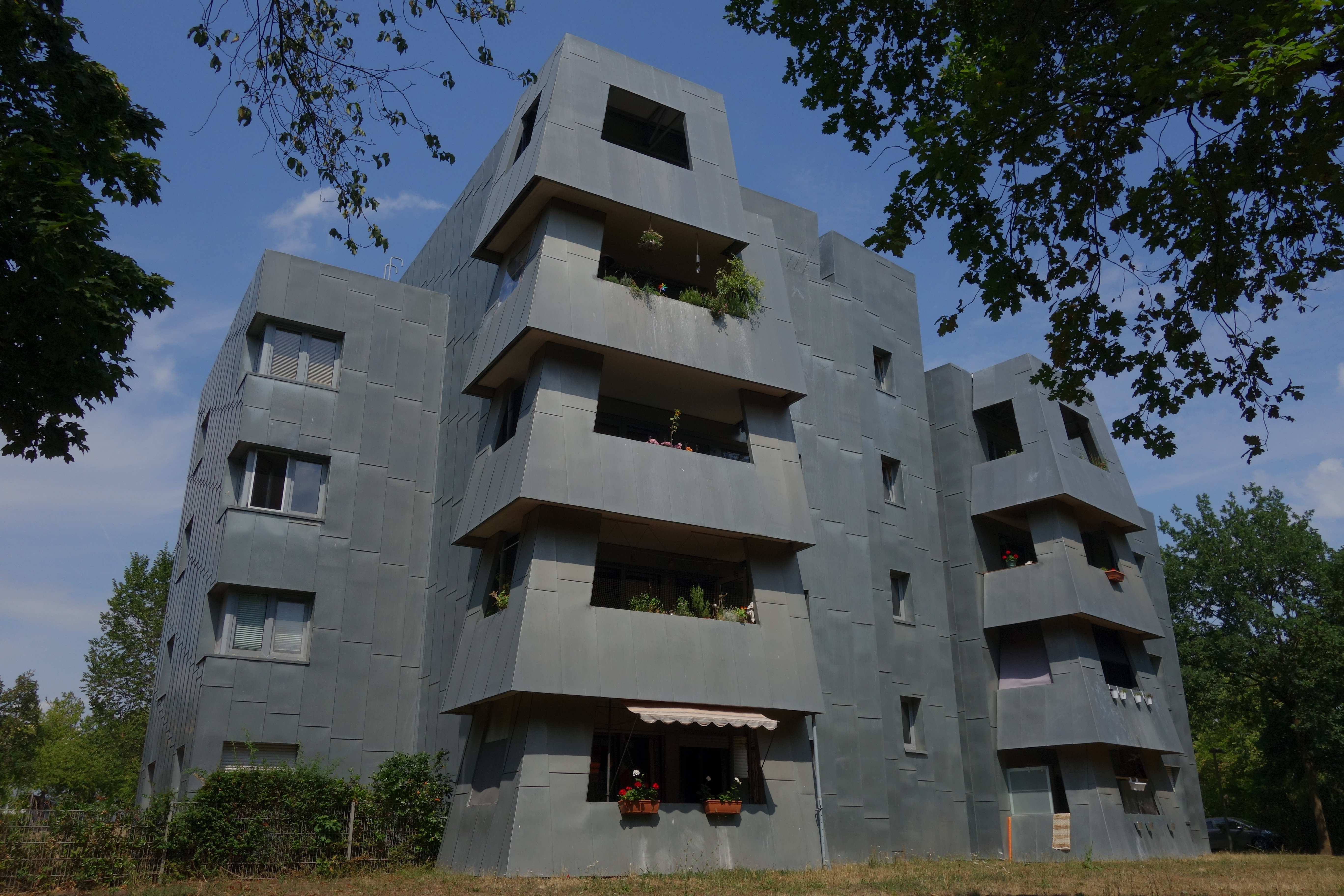
Socialt boende i Frankfurt-Schwanheim (1994).
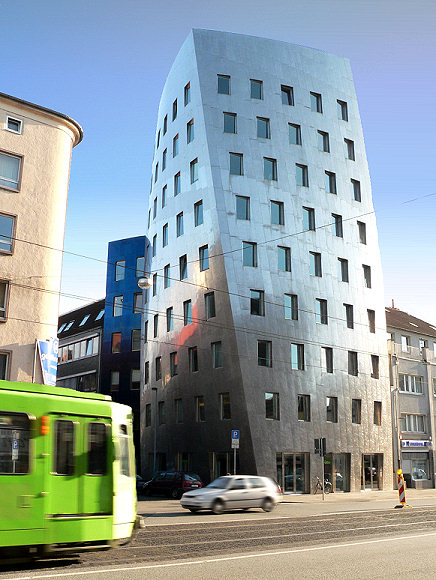
Gehry Tower, Hannover (1999–2001).
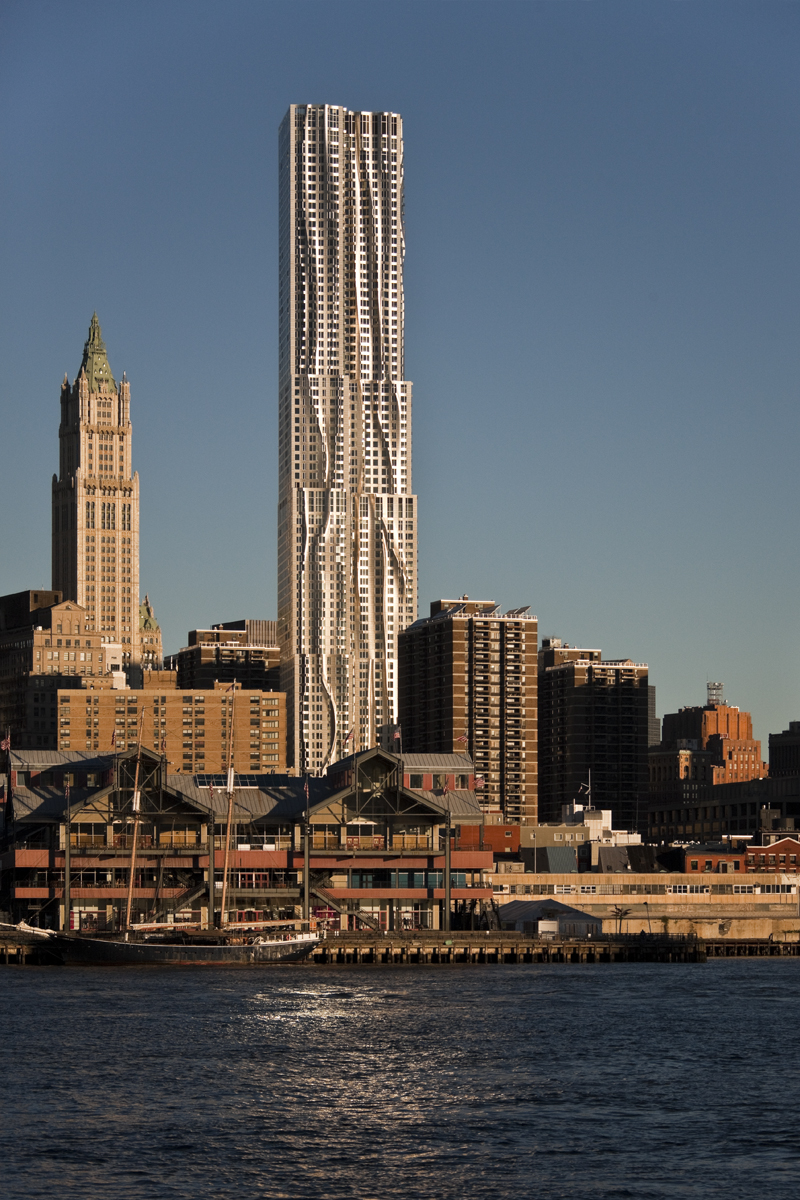
8 Spruce Street, New York.
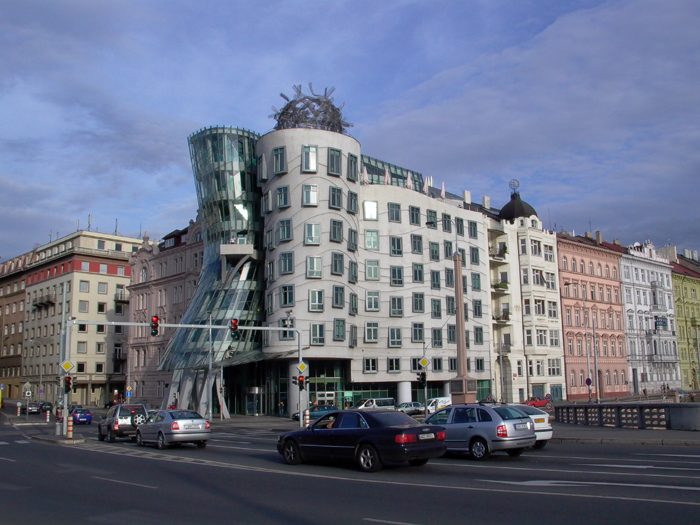
Det dansande huset (Ginger och Fred) i Prag.
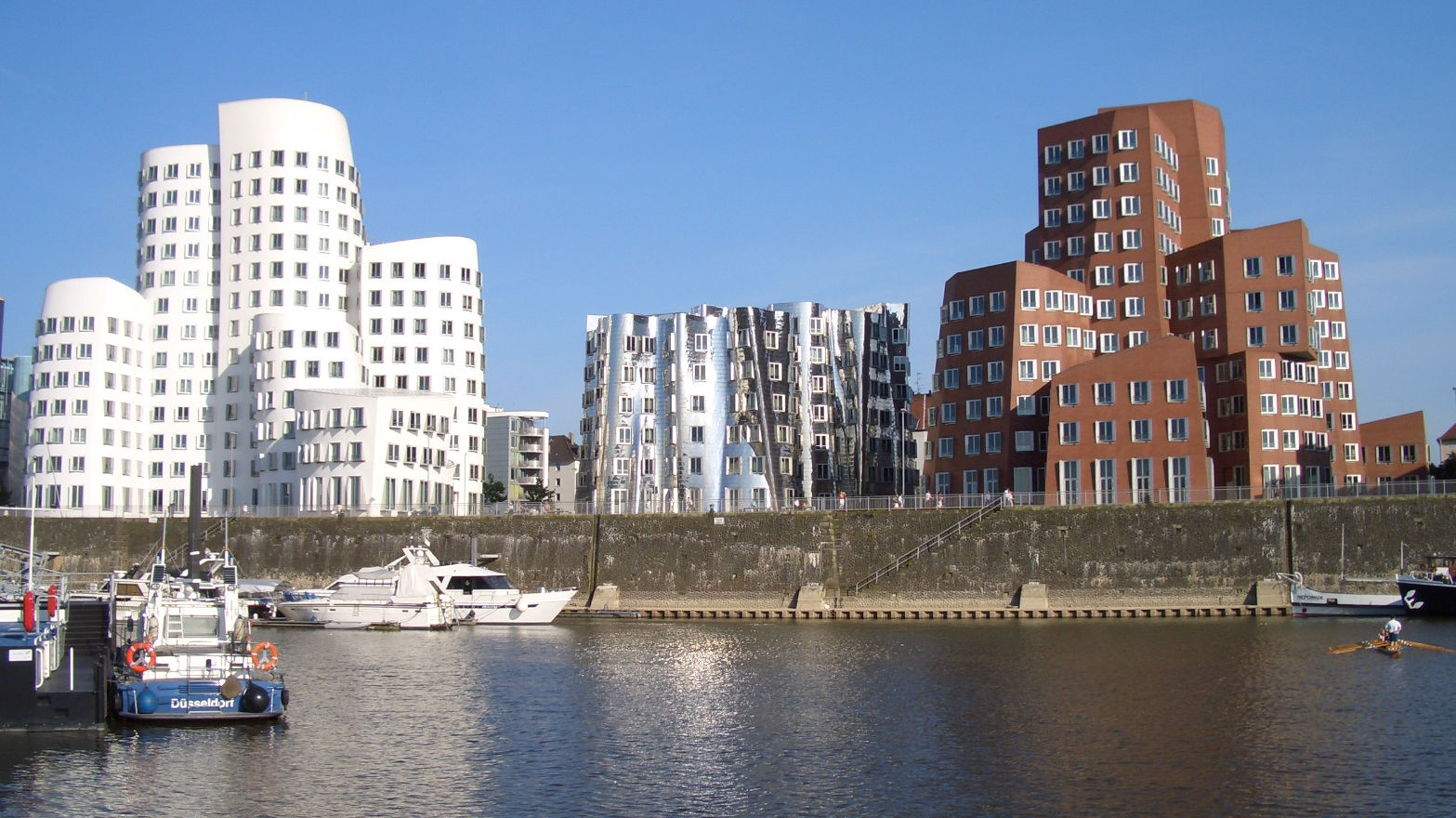
Neuer Zollhof i Düsseldorfs hamn.
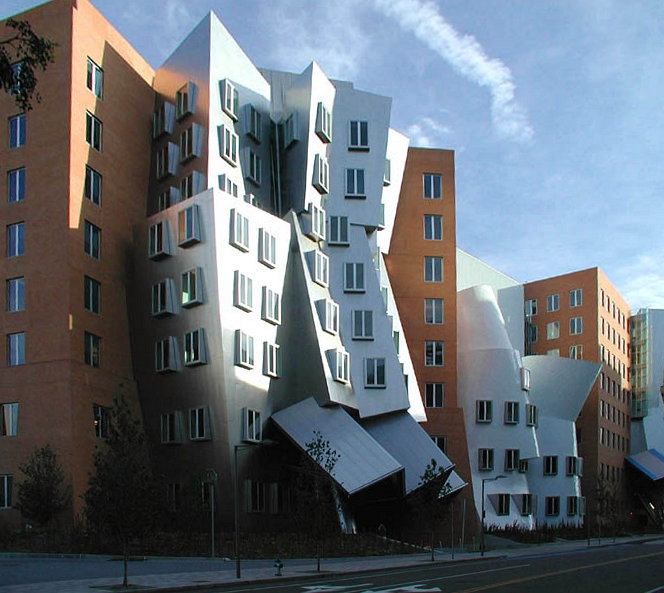
Stata Center i Cambridge, Massachusetts, USA.
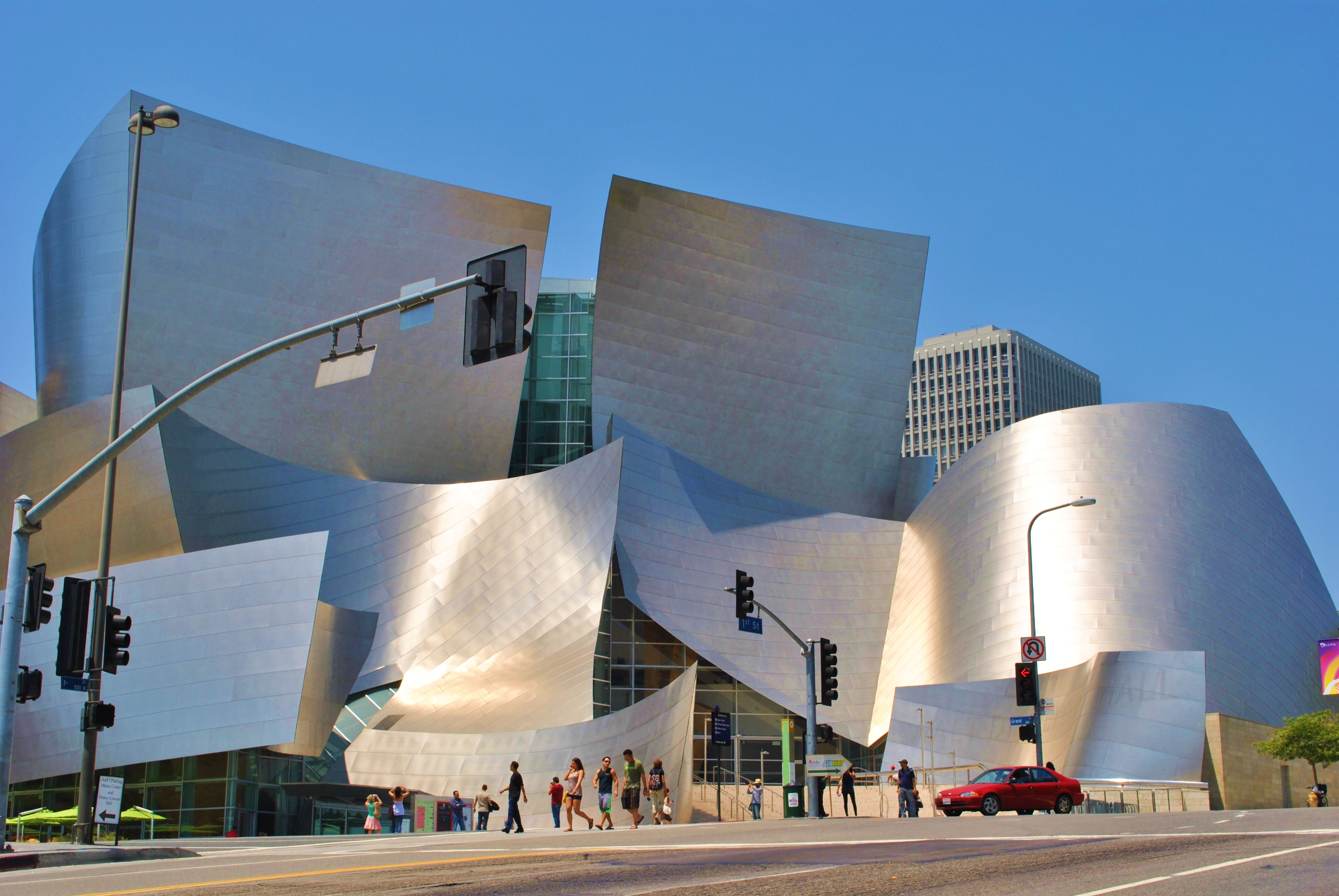
Disney Concert Hall, Los Angeles.
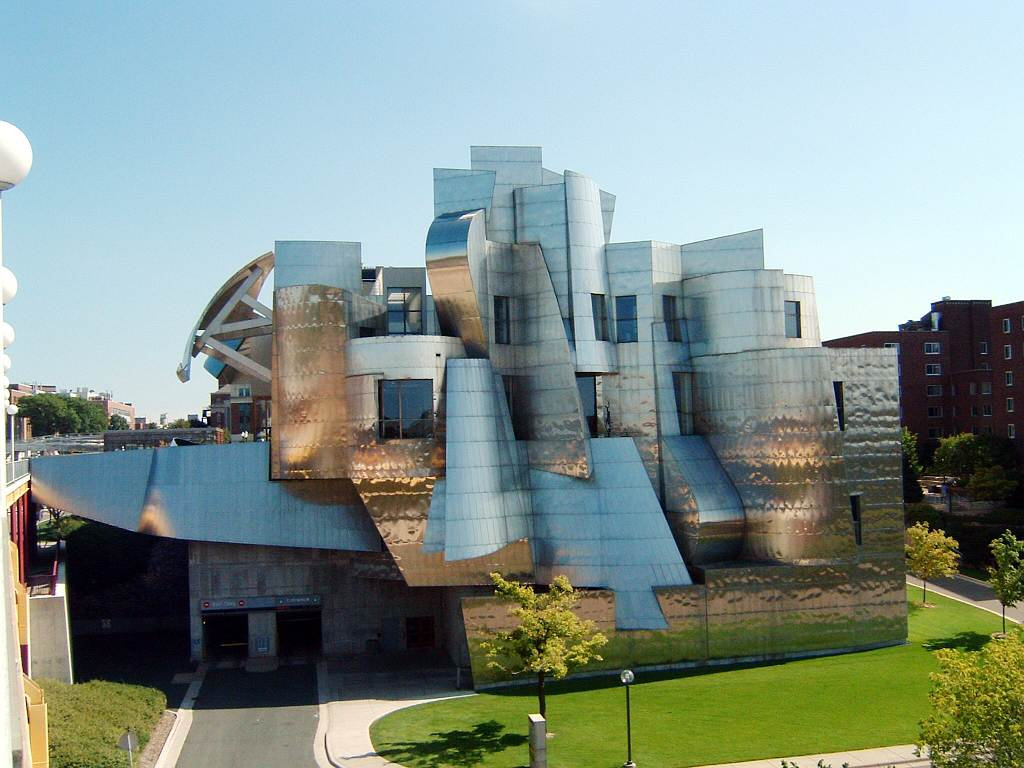
Weisman Art Museum, Minneapolis.
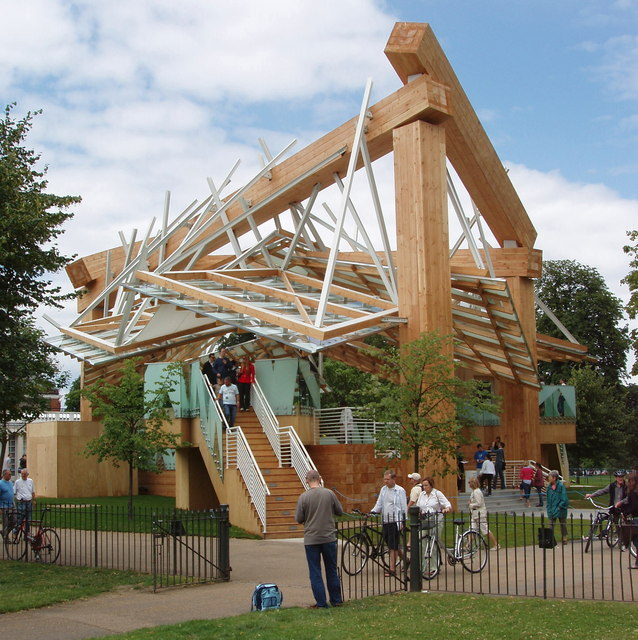
Serpentine Gallery Pavilion, London, 2008.
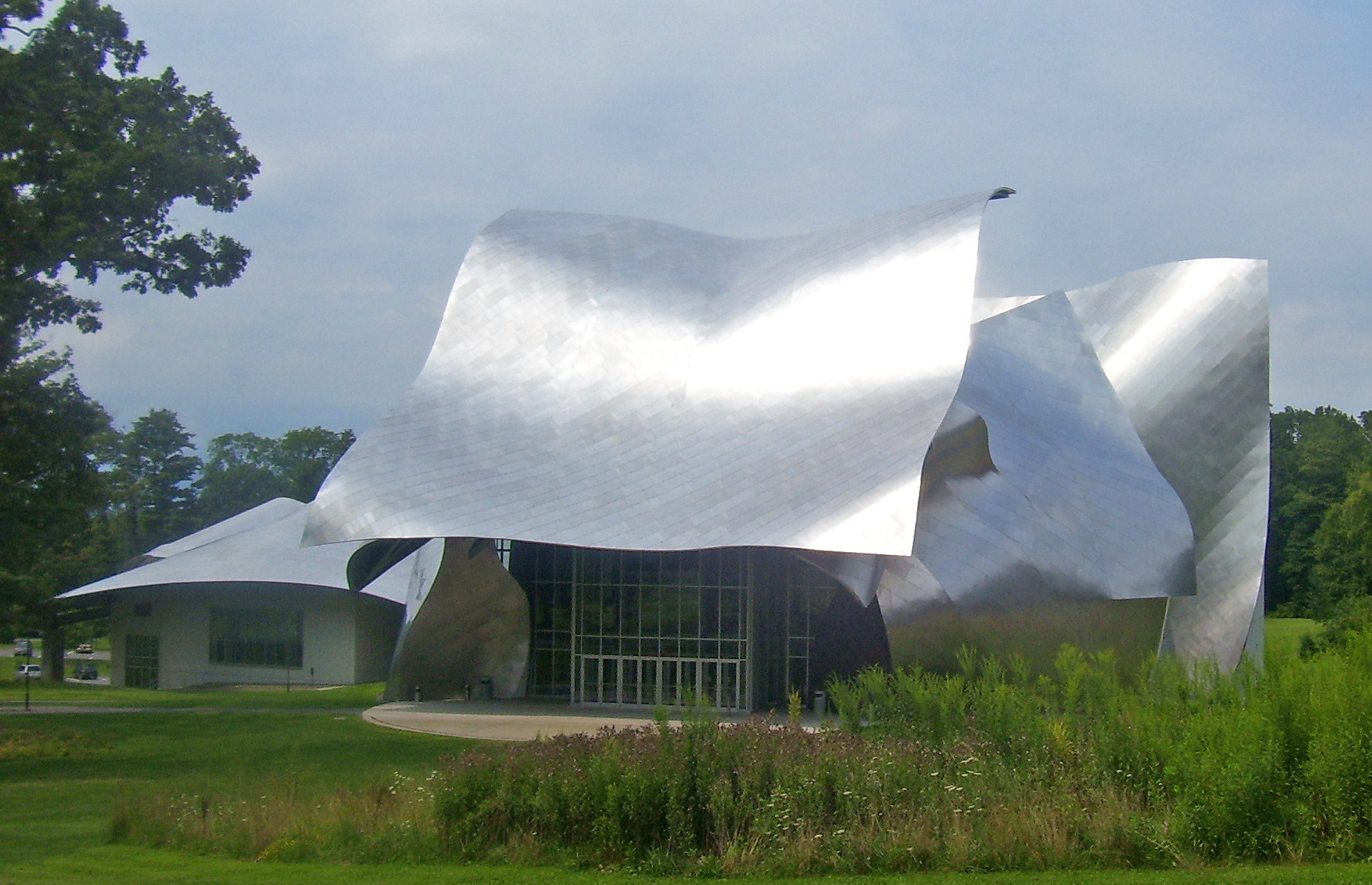
Richard B. Fisher Center for the Performing Arts, Annandale-on-Hudson, New York.
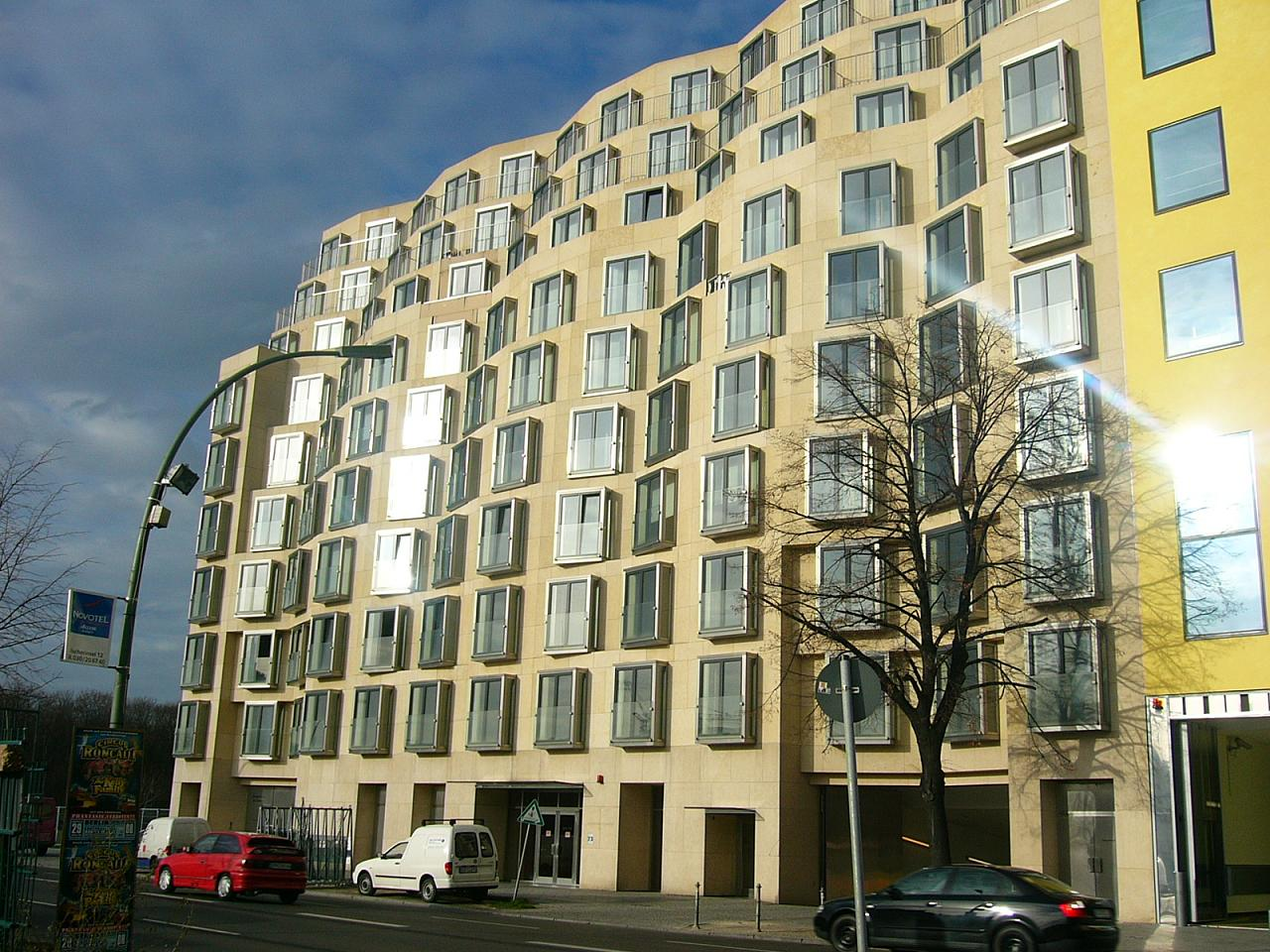
DG Bank, Berlin.
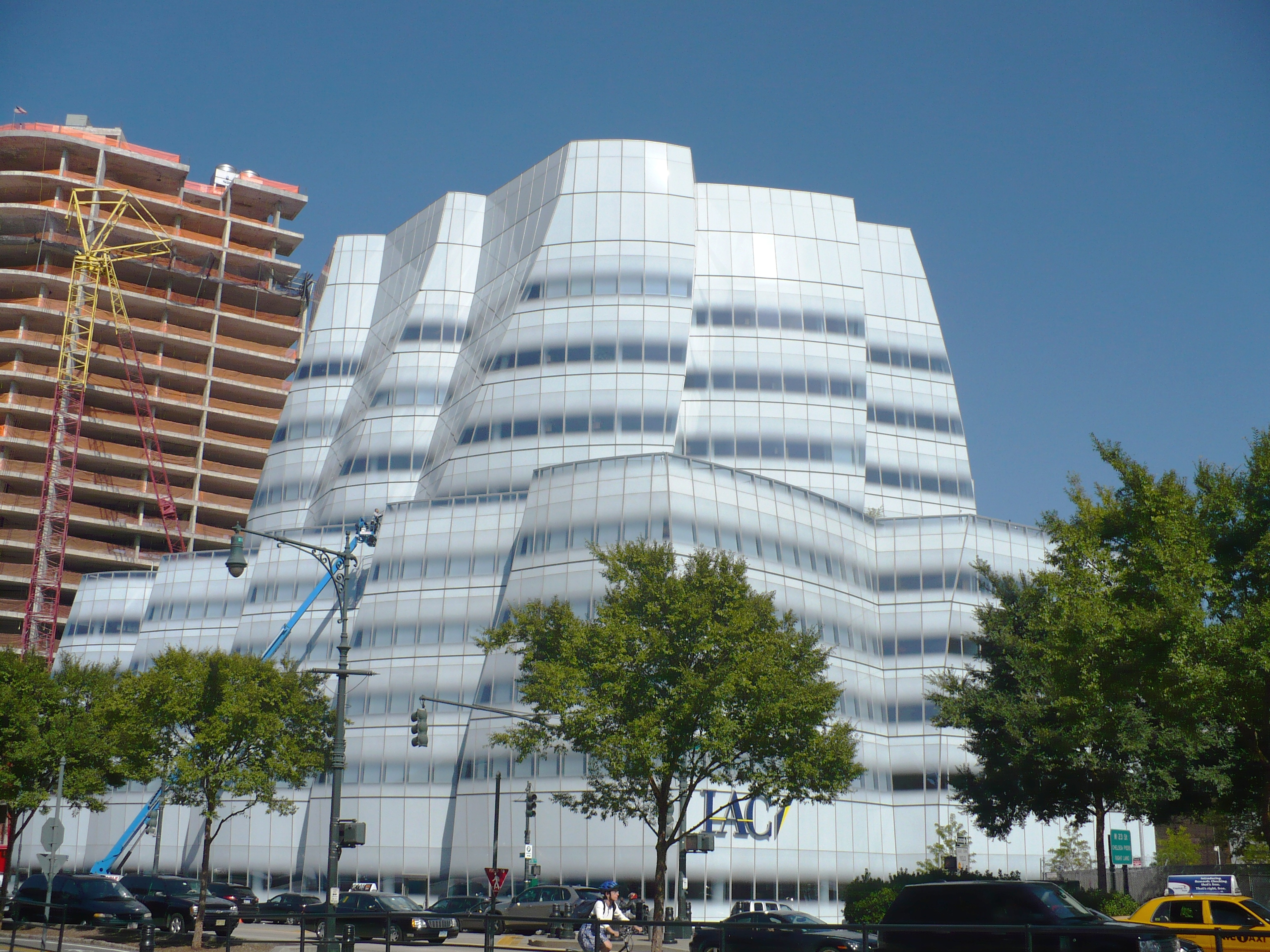
IAC Building, New York.
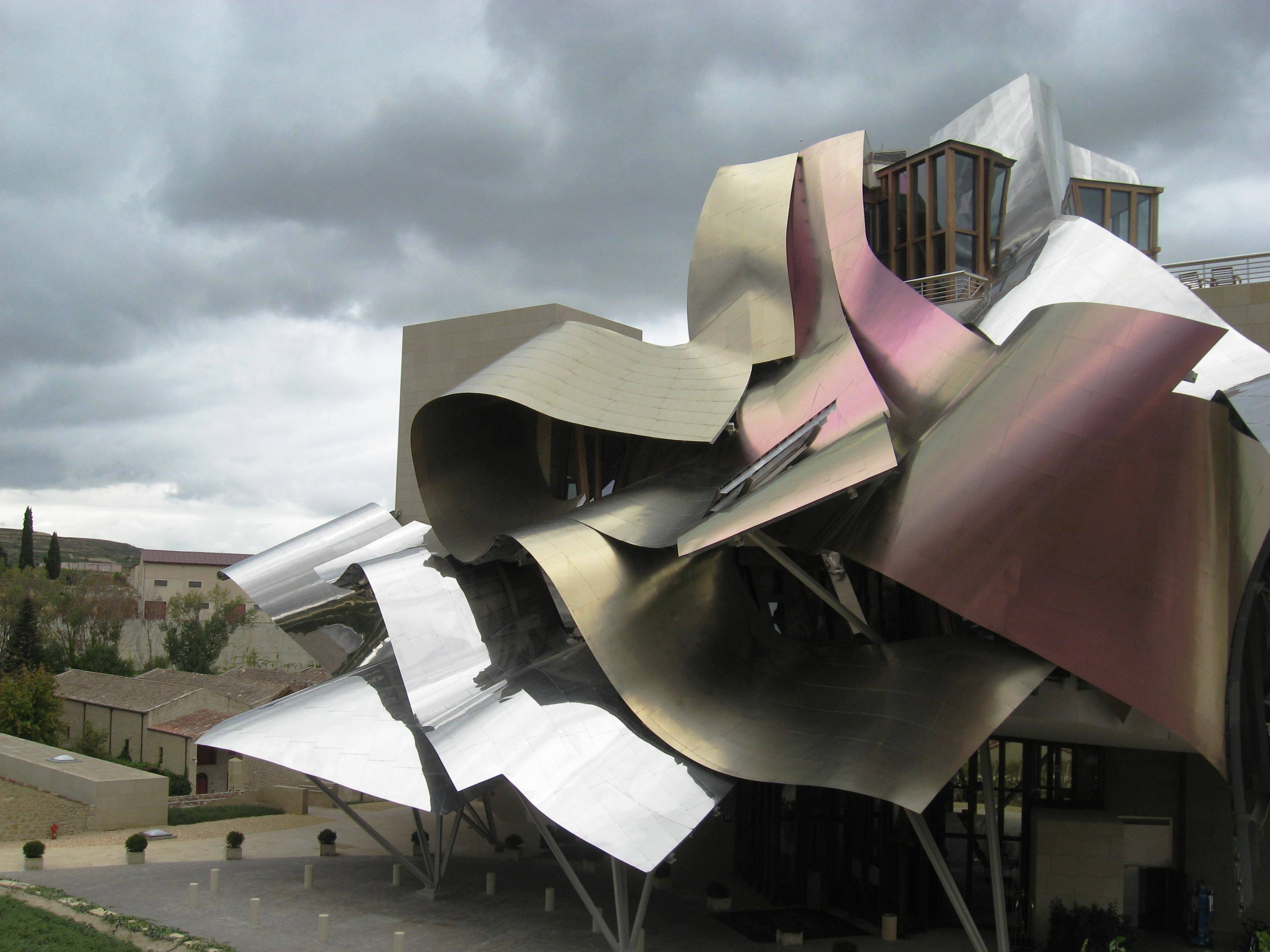
Marqués de Riscal Hotel i Elciego, Spanien, 2006.